# Давід Драхаль
Давід Драхаль (пол. Dawid Drachal, нар. 31 січня 2005, Радом, Польща) — польський футболіст, півзахисник клубу «Ракув».

## Ігрова кар'єра

### Клубна
Давід Драхаль народився у місті Радом і є вихованцем місцевого футболу. Він починав займатися футболом у 2014 році в молодіжній команді місцевого клубу «Бронь». Після цього футболіст пройшов через молодіжні склади клубів «Аякс» (Радом) та столичної «Ескола Варсовія».
У серпні 2022 року Драхаль підписав професійний контракт на три роки  з клубом «Медзь» з міста Легниця. І 2 жовтня того року півзахисник дебютував у матчах чемпіонату Польщі. Влітку 2023 року Драхаль  перейшов у стан діючого чемпіона Польщі - «Ракув». 24 вересня 2023 року у матчі проти «Руха» Драхаль відмітився хет-триком у воротах суперника.

### Збірна
У травні 2022 року Давід Драхаль у складі збірної Польщі (U-17) брав участь у юнацькому чемпіонаті Європи, де забив гол у ворота майбутнього чемпіона Європи - команди Франції.